# 韦特措伊伯
韦特措伊伯是德国萨克森-安哈尔特州的一个市镇。总面积41.44平方公里，总人口1887人，其中男性927人，女性960人（2011年12月31日），人口密度46人/平方公里。